# Jörn Schlönvoigt
Jörn Schlönvoigt (Berlijn-Köpenick, 1 augustus 1986) is een Duits acteur en zanger.
Op zestienjarige leeftijd begon hij samen met zijn halfbroer de punkrockband Cherry Poppers. Na het behalen van zijn diploma aan de Salvador-Allende-Oberschule kreeg hij de rol van Philip Höfer in de soapserie Gute Zeiten, schlechte Zeiten.
Naast zijn rol in GZSZ was hij ook te zien in Schloss Einstein en stond hij als model in de catalogussen van onder andere Otto en Quelle. In de zomer van 2004 kreeg Schlönvoigt zijn eerste grote rol in Stefanie - Ein Frau startet durch. Na deze rol kreeg hij de rol van Philip in GZSZ aangeboden. Sinds 1 december 2004 speelt hij deze rol.
Op 7 september 2007 werd zijn eerste single uitgebracht. Het nummer Das Gegenteil von Liebe bereikte in Duitsland een plek in de Top 10. Twee maanden later, in november, kwam zijn tweede single uit. Het nummer Superhelden sterben nicht bereikte plaats 88. In januari 2008 verscheen zijn derde single, Ein leben lang. In de winter van 2007 deed hij samen met zangeres LaFee een tour door Duitsland en Oostenrijk.
Hij heeft een relatie met actrice Sarah Tkotsch, met wie hij in GZSZ ook een relatie heeft.

## Filmografie (selectie)
- sinds 2004: Gute Zeiten, schlechte Zeiten (televisieserie)
- 2010: Familie Fröhlich – Schlimmer geht immer
- 2014: Frühlingsgeflüster
- 2016: Notruf Hafenkante (televisieserie, 2 afleveringen)
- 2018: Beck is back! (televisieserie, eine Folge)
- 2019: Nachtschwestern (televisieserie, eine Folge)
- 2019: Verstehen Sie Spaß? (televisieshow, Lockvogel)

- Gemeinsame Normdatei: 135495458
- International Standard Name Identifier: 0000 0000 5846 2452
- MusicBrainz: 224b1bef-070f-4ad6-9367-0d5ce213766e
- Virtual International Authority File: 80222378
- WorldCat: E39PBJrGrdFdyqPPyFD9rJcByd